# جورج س. يونت
جورج س. يونت (بالإنجليزية: George C. Yount)‏ هو شخصية أعمال أمريكي، ولد في 4 مايو 1794 في كارولاينا الشمالية في الولايات المتحدة، وتوفي في 5 أكتوبر 1865 في يوونتفيل في الولايات المتحدة.